# Функції Бесселя

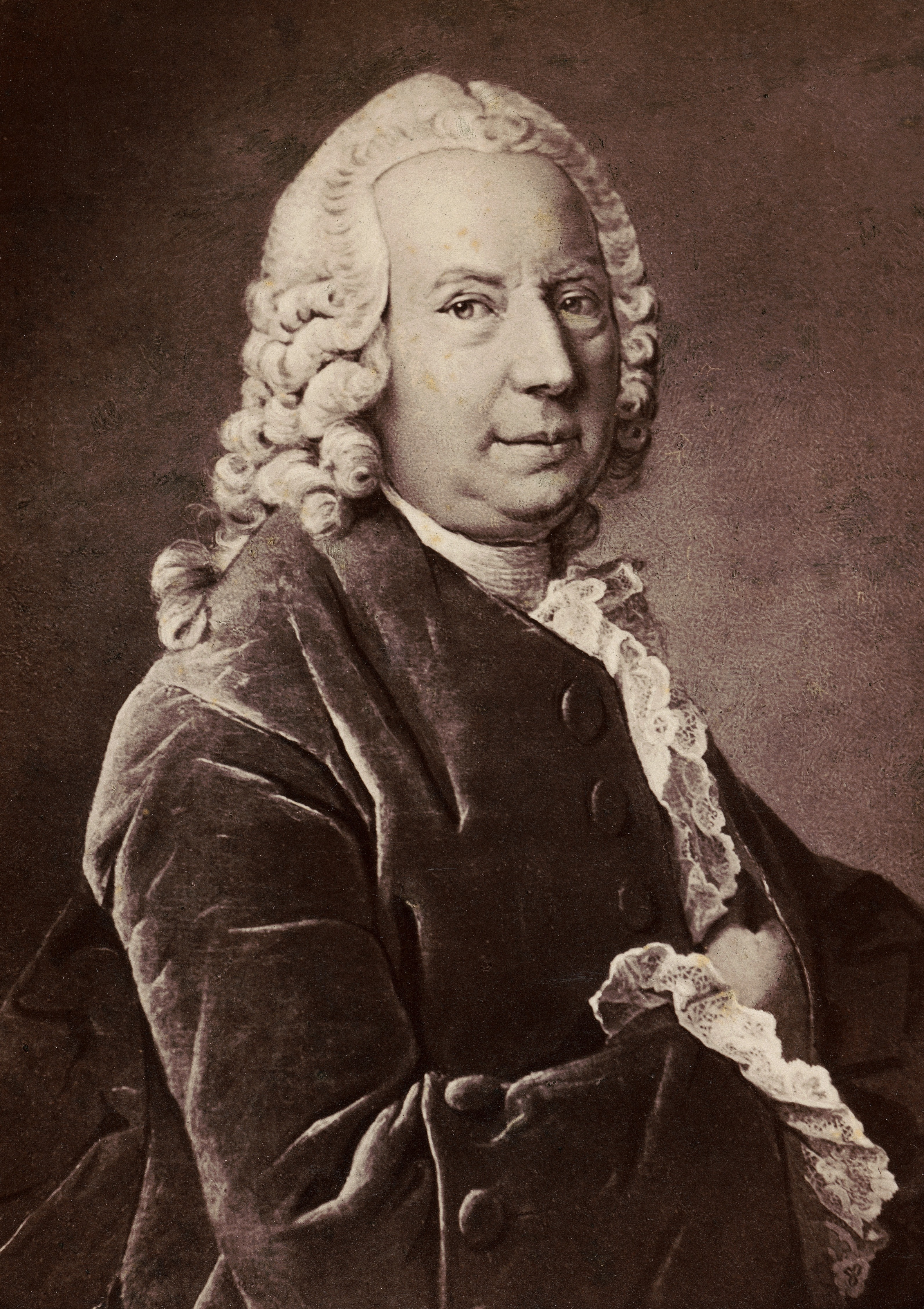
Даніель Бернуллі

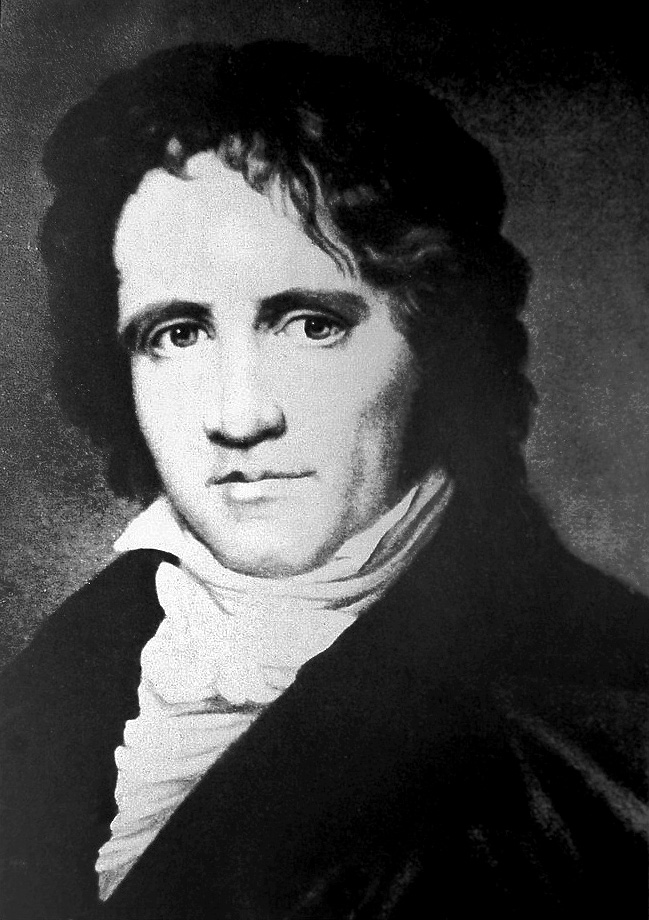
Фрідріх Бессель

Функції Бесселя в математиці — сімейство функцій, що є канонічними розв'язками диференціального рівняння Бесселя:
{\displaystyle x^{2}{\frac {d^{2}y}{dx^{2}}}+x{\frac {dy}{dx}}+(x^{2}-\alpha ^{2})y=0,}
де {\displaystyle \alpha } — довільне дійсне число, зване порядком. Найчастіше використовувані функції Бесселя — функції цілих та напівцілих порядків.
Хоча {\displaystyle \alpha }  і {\displaystyle -\alpha } породжують однакові рівняння, зазвичай домовляються про те, щоб їм відповідали різні функції (це робиться, наприклад, для того, щоб функція Бесселя була гладкою по {\displaystyle \alpha }).
Функції Бесселя вперше були визначені швейцарським математиком Даніелем Бернуллі, а названі на честь Фрідріха Бесселя.

## Застосування
Рівняння Бесселя виникає під час знаходження розв'язків рівняння Лапласа і рівняння Гельмгольца в циліндричних і сферичних координатах. Тому функції Бесселя застосовуються при розв'язуванні багатьох задач про поширення хвиль, статичні потенціали тощо, наприклад:
- електромагнітні хвилі в циліндровому хвилеводі;
- теплопровідність в циліндрових об'єктах;
- форми коливання тонкої круглої мембрани
- швидкість частинок в заповненому рідиною циліндрі, що обертається навколо своєї осі.

Функції Бесселя застосовуються і при розв'язуванні інших задач, наприклад, при обробці сигналів.

## Визначення
Оскільки наведене рівняння є рівнянням другого порядку, у нього повинно бути два лінійно незалежних розв'язки. Проте залежно від обставин вибираються різні визначення цих розв'язків. Нижче наведені деякі з них.

### Функції Бесселя першого роду
Функціями Бесселя першого роду, що позначаються {\displaystyle J_{\alpha }(x)}, є розв'язки, скінченні в точці {\displaystyle x=0} при цілих або невід'ємних {\displaystyle \alpha }. Вибір конкретної функції та її нормалізації визначаються її властивостями. Можна визначити ці функції за допомогою розкладання в ряд Тейлора біля нуля (або в загальніший степеневий ряд при нецілих {\displaystyle \alpha }):
{\displaystyle J_{\alpha }(x)=\sum _{m=0}^{\infty }{\frac {(-1)^{m}}{m!\Gamma (m+\alpha +1)}}{\left({\frac {x}{2}}\right)}^{2m+\alpha }}
Тут {\displaystyle \Gamma (z)} є гамма-функція Ейлера, узагальнення факторіалу на нецілі значення. Графік функції Бесселя схожий на синусоїду, коливання якої згасають пропорційно {\displaystyle {\frac {1}{\sqrt {x}}}}, хоча насправді нулі функції розташовані не періодично.
Нижче наведені графіки {\displaystyle J_{\alpha }(x)} для {\displaystyle \alpha =0,1,2}:
Якщо {\displaystyle \alpha } не є цілим числом, функції {\displaystyle J_{\alpha }(x)} і {\displaystyle J_{-\alpha }(x)} лінійно незалежні і, отже, є розв'язками рівняння. Але якщо {\displaystyle \alpha } ціле, то правильне таке співвідношення:
{\displaystyle J_{-\alpha }(x)=(-1)^{\alpha }J_{\alpha }(x)\,}
Воно означає, що на разі функції лінійно залежні. Тоді другим розв'язком рівняння стане функція Бесселя другого роду (дивись нижче).

### Інтеграли Бесселя
Можна надати інше визначення функції Бесселя для цілих значень {\displaystyle \alpha }, використовуючи інтегральне зображення:
{\displaystyle J_{\alpha }(x)={\frac {1}{\pi }}\int \limits _{0}^{\pi }\!\cos(\alpha \tau -x\sin \tau )\,d\tau }
Цей підхід використовував Бессель, дослідивши за його допомогою деякі властивості функцій. Можливе і інше інтегральне зображення:
{\displaystyle J_{\alpha }(x)={\frac {1}{2\pi }}\int \limits _{-\pi }^{\pi }\!e^{i(\alpha \tau -x\sin \tau )}\,d\tau }

### Функції Бесселя другого роду
Функції Бесселя другого роду — розв'язки {\displaystyle Y_{\alpha }(x)} рівняння Бесселя, нескінченні в точці {\displaystyle x=0}.
{\displaystyle Y_{\alpha }(x)} також іноді називають функцією Неймана, і позначають як {\displaystyle N_{\alpha }(x)}. Ця функція пов'язана з {\displaystyle J_{\alpha }(x)} таким співвідношенням:
{\displaystyle Y_{\alpha }(x)={\frac {J_{\alpha }(x)\cos(\alpha \pi )-J_{-\alpha }(x)}{\sin(\alpha \pi )}},}
де у разі цілого {\displaystyle \alpha } береться границя по {\displaystyle \alpha }, обчислювана, наприклад, за допомогою правила Лопіталя.
Нижче приведені графіки {\displaystyle Y_{\alpha }(x)} для {\displaystyle \alpha =0,1,2}:

## Властивості

### Асимптотика
Для функцій Бесселя відомі асимптотичні формули. При малих аргументах {\displaystyle (0<x\ll {\sqrt {\alpha +1}})} і невід'ємних {\displaystyle \alpha } вони виглядають так:
{\displaystyle J_{\alpha }(x)\rightarrow {\frac {1}{\Gamma (\alpha +1)}}\left({\frac {x}{2}}\right)^{\alpha }}
{\displaystyle Y_{\alpha }(x)\rightarrow \left\{{\begin{matrix}\displaystyle {\frac {2}{\pi }}\left[\ln(x/2)+\gamma \right]&{\mbox{:}}\quad \alpha =0\\\\\displaystyle -{\frac {\Gamma (\alpha )}{\pi }}\left({\frac {2}{x}}\right)^{\alpha }&{\mbox{:}}\quad \alpha >0\end{matrix}}\right.}
де {\displaystyle \gamma } — стала Ейлера — Маскероні {\displaystyle (0.5772\dots )}, а {\displaystyle \Gamma } — гамма-функція Ейлера. Для великих аргументів {\displaystyle (x\gg |\alpha ^{2}-1/4|)} формули виглядають так
{\displaystyle J_{\alpha }(x)\rightarrow {\sqrt {\frac {2}{\pi x}}}\cos \left(x-{\frac {\alpha \pi }{2}}-{\frac {\pi }{4}}\right)}
{\displaystyle Y_{\alpha }(x)\rightarrow {\sqrt {\frac {2}{\pi x}}}\sin \left(x-{\frac {\alpha \pi }{2}}-{\frac {\pi }{4}}\right).}

### Гіпергеометричний ряд
Функції Бесселя можуть бути виражені через гіпергеометричну функцію:
{\displaystyle J_{\alpha }(z)={\frac {(z/2)^{\alpha }}{\Gamma (\alpha +1)}}{}_{0}F_{1}(\alpha +1;-z^{2}/4).}
Таким чином, при цілих n функція Бесселя однозначна аналітична, а при нецілих — багатозначна аналітична.

### Функції Бесселя як коефіцієнти рядів
Існує представлення для функцій Бесселя першого роду і цілого порядку через коефіцієнти ряду Лорана функції певного вигляду, а саме
{\displaystyle e^{\displaystyle {\frac {z}{2}}\left(w-{\frac {1}{w}}\right)}=\sum _{n=-\infty }^{+\infty }J_{n}(z)w^{n}}

### Твірна функція для функції БесселяJα(x){\displaystyle J_{\alpha }(x)}
{\displaystyle g(x,t)=\exp[{\frac {x}{2}}(t-{\frac {1}{t}})]=\sum _{\alpha =-\infty }^{\infty }J_{\alpha }(x)t^{\alpha },}
де {\displaystyle J_{\alpha }(x)}визначена у області {\displaystyle 0\leq x\leq \infty .}
Розклад у ряд Лорана та коефіцієнти {\displaystyle J_{\alpha }(x)} можна знайти 
{\displaystyle J_{\alpha }(x)={\frac {1}{2\pi l}}\int _{C}{\frac {g(x,t)}{t^{n+1}}}dt.}
В якості контура {\displaystyle C} навколо точки {\displaystyle t=0} обирається окружність одиничного радіусу у площині {\displaystyle t,} де {\displaystyle t=\exp(i\theta ).} Таким чином,
{\displaystyle J_{\alpha }(x)={\frac {1}{2\pi i}}\int _{0}^{2\pi }{\frac {\exp\{[x(e^{i\theta }-e^{-i\theta })/2]\}i\exp(i\theta )d\theta }{[\exp(i\theta )]^{\alpha +1}}}}
та
{\displaystyle J_{\alpha }(x)={\frac {1}{2\pi }}\int _{}^{2\pi }\exp[i(x\sin \theta -n\theta )]d\theta .}